# Palazzo dei Convertendi

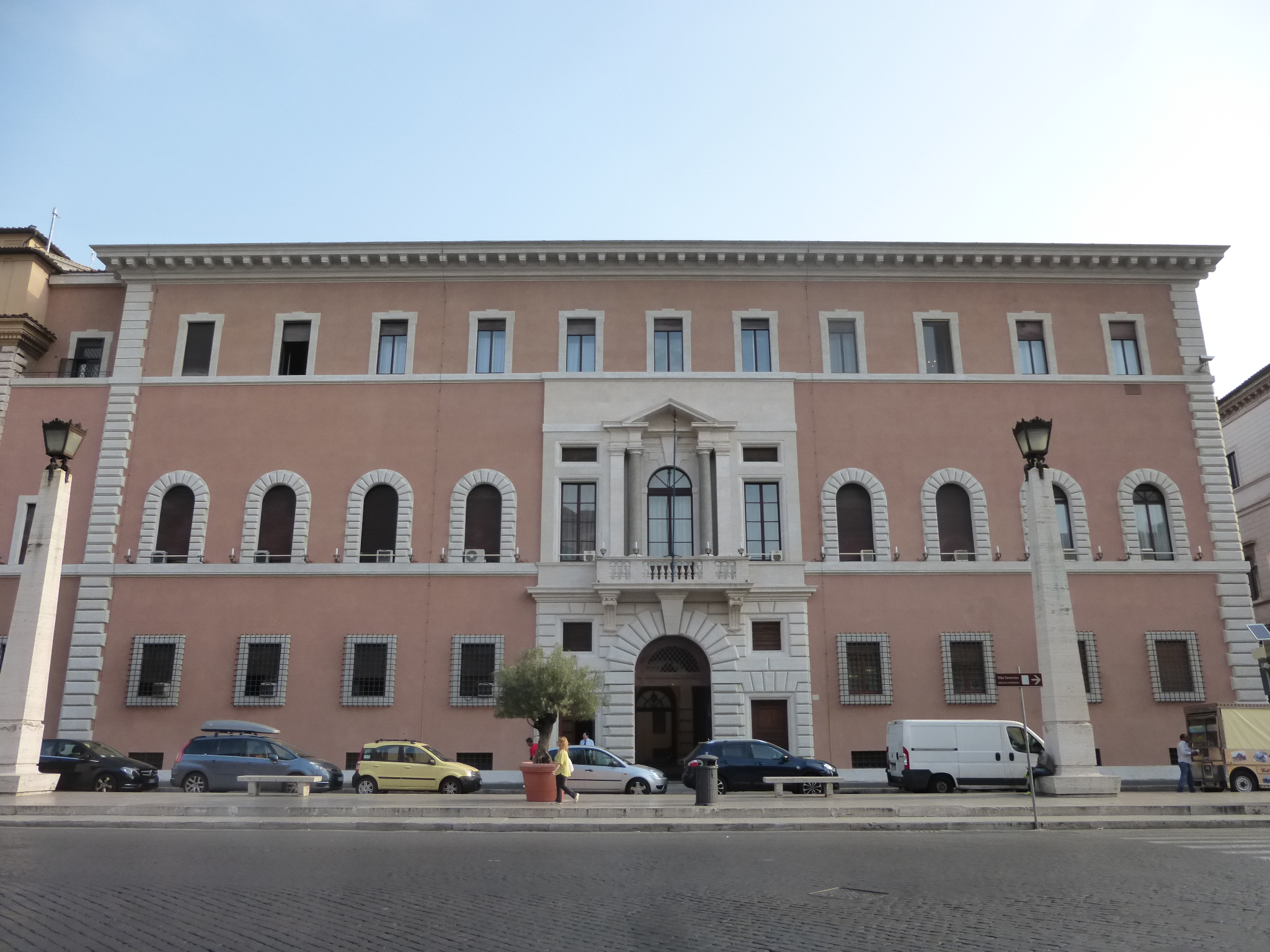
Vista da fachada do palácio na Via della Conciliazione.

Palazzo dei Convertendi, conhecido também como Palazzo della Congregazione per le Chiese orientali, é um palácio renascentista localizado no rione Borgo em Roma. Originalmente ele estava de frente para a Piazza Scossacavalli, mas ele foi demolido e reconstruído ao longo do lado norte da nova Via della Conciliazione, a ampla avenida construída entre 1936 e 1950 para ligar a Basílica de São Pedro e a Cidade do Vaticano ao centro de Roma. Ele é famoso por ter sido a última residência do pintor Rafael, que morreu ali em 1520. 
Sua fachada leste está de frente para Via dell'erba, que o separa do Palazzo Giraud-Torlonia, outro edifício renascentista. Para o oeste está o Palazzo Rusticucci-Accoramboni, outro palácio renascentista demolido e reconstruído em 1940.

## História

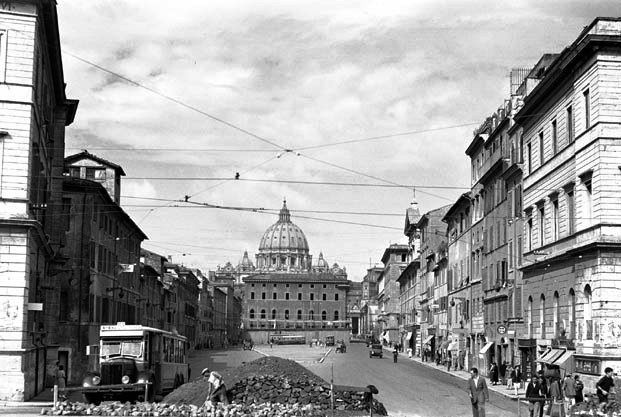
Vista do palácio pouco antes de sua demolição (1939) bem no meio de onde passará a Via della Conciliazione.

### Palazzo Caprini
No final do século XV, uma casa conhecida como "della stufa" ficava no canto noroeste da pequena Piazza Scossacavalli no Borgo. Em 1500, a casa foi vendida para o protonotário apostólico Adriano (ou Alessandro) de Caprineis, da nobre família Caprini de Viterbo. Aproveitando os incentivos disponíveis depois da construção da Via Alessandrina, os Caprini compraram uma parte de uma outra casa perto da della stufa e construíram ali um pequeno palácio projetado por Donato Bramante. Ainda incompleto, o edifício foi vendido em 1517 para o artista e arquiteto Rafael, que completou a obra e viveu ali os últimos três anos de sua vida.
Depois da morte de Rafael, o edifício foi vendido para o cardeal de Ancona, Pietro Accolti, que já era proprietário de outro palácio na Via Alessandrina separado do Palazzo Caprini por uma casa que ele próprio comprou mais tarde. Depois de um conflito entre os herdeiros de Accolti e a família Strozzi, banqueiros de Florença. Estes últimos venceram, mas, em 1576, acabaram sendo forçados a vender o palácio — já em ruínas e com as paredes escoradas — para o cardeal Giovanni Francesco Commendone.

### Palazzo dei Convertendi

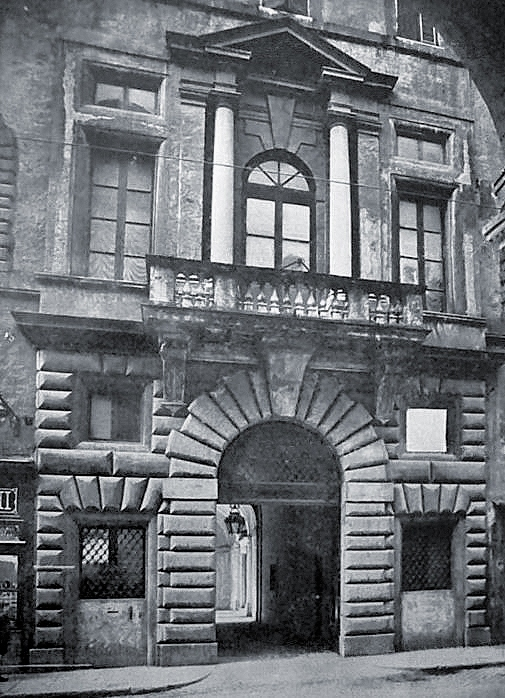
Varanda original, que ficava originalmente na fachada do Borgo Nuovo e atualmente está na fachada principal na Via della Conciliazione no palácio reconstruído.

Commendone encomendou a reforma completa do palácio a Annibale Lippi, que já havia sido responsável pela avaliação do palácio antes da compra, e possivelmente ele foi o responsável por dar à fachada sua aparência final. Depois, o palácio foi vendido a Camilla Peretti, irmã de Felice Peretti, o futuro papa Sisto V (r. 1585–90), que o comprou para seu sobrinho, o cardeal Alessandro Peretti de Montalto. Camila adquiriu também algumas casas de frente para a Piazza Scossacavalli e o Borgo Vecchio, o que permitiu que o palácio atingisse sua dimensão atual. Segundo outros autores, após a morte de Commendone, o palácio foi vendido ao cardeal Giovanni Antonio Facchinetti, o futuro papa Inocêncio IX (r. 1591), cujos herdeiros o venderam em 1614 para a Câmara Apostólica. Em 1620, o palácio foi comprado por membros da família Spínola, uma casa nobre genovesa, que o venderam em 1676 para outro patrício genovês, o cardeal Girolamo Gastaldi (1616–85).
Gastaldi, que morreu no palácio em 8 de abril de 1685, deixou o edifício em testamento para o "Asilo dos Convertendi", que se mudou para lá em 1715. Esta instituição, fundada em 1600 pelo papa Clemente VIII (r. 1592–1605), se dedicava à proteção de protestantes que queriam se converter ao catolicismo. O palácio em si estava sob autoridade direta do papa e era administrado por membros eleitos da instituição supervisionados pelo maggiordomo pro tempore do Palácio Apostólico. Durante a enchente de 1805, o edifício sofreu muitos danos, incluindo o desabamento de uma abóbada no porão, e foi restaurado pelo papa Gregório XVI (r. 1831–46). Durante o reinado do papa Pio IX (r. 1846-78), o palácio abrigou o Collegio Ecclesiastico entre 1852 e 1854, um seminário dedicado exclusivamente ao clero inglês convertido do anglicanismo e que finalmente se tornou o Colégio Beda. O palácio passou por novas reformas em 1876 e, durante o reinado do papa Bento XV (r. 1914–22), a escadaria monumental foi construída.

### Palazzo della Congregazione per le Chiese orientali
O mesmo papa Bento, em 1917, entregou o edifício para a recém-fundada Congregação para as Igrejas Orientais. Em 1929, de acordo com o estipulado pelo Tratado de Latrão, o edifício foi considerado como uma propriedade extraterritorial da Santa Sé em Roma. Oito anos depois, durante as obras de construção da Via della Conciliazione, o palácio foi demolido juntamente com a Spina di Borgo, reconstruído e inaugurado em 1941 a oeste do Palazzo Giraud-Torlonia. A obra foi supervisionada por Giuseppe Momo, o arquiteto da corte do papa Pio XI (r. 1922–39), responsável por remodelar a Cidade do Vaticano depois do tratado. Momo colaborou na reconstrução com Marcello Piacentini e Attilio Spaccarelli, que projetaram a Via della Conciliazione. O terreno utilizado para a reconstrução foi, até meados do século XIX, ocupado pelas casas dos Soderini, um complexo do período inicial do Renascimento. A fidelidade na reconstrução foi tamanha que é possível considerar o edifício reconstruído não como um novo edifício, mas como uma outra fase em sua centenária história.
A partir de 1939, com a reconstrução ainda incompleta, o palácio abrigou a escola Magistero di Maria SS. Assunta. Em 1946, a escola se mudou para uma nova sede, também na Via della Conciliazione, e, a partir de então, o palácio abrigou vários escritórios da Santa Sé e apartamentos de vários prelados de alta patente.

## Descrição

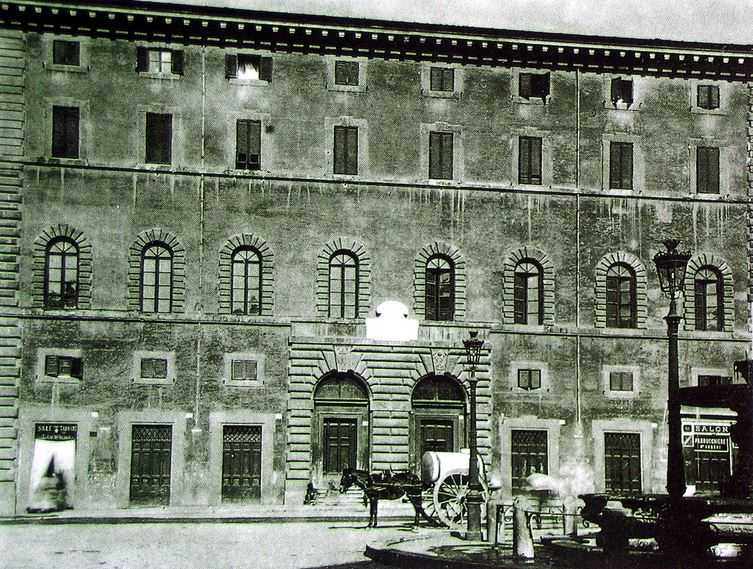
Detalhe da fachada original numa foto de 1920.

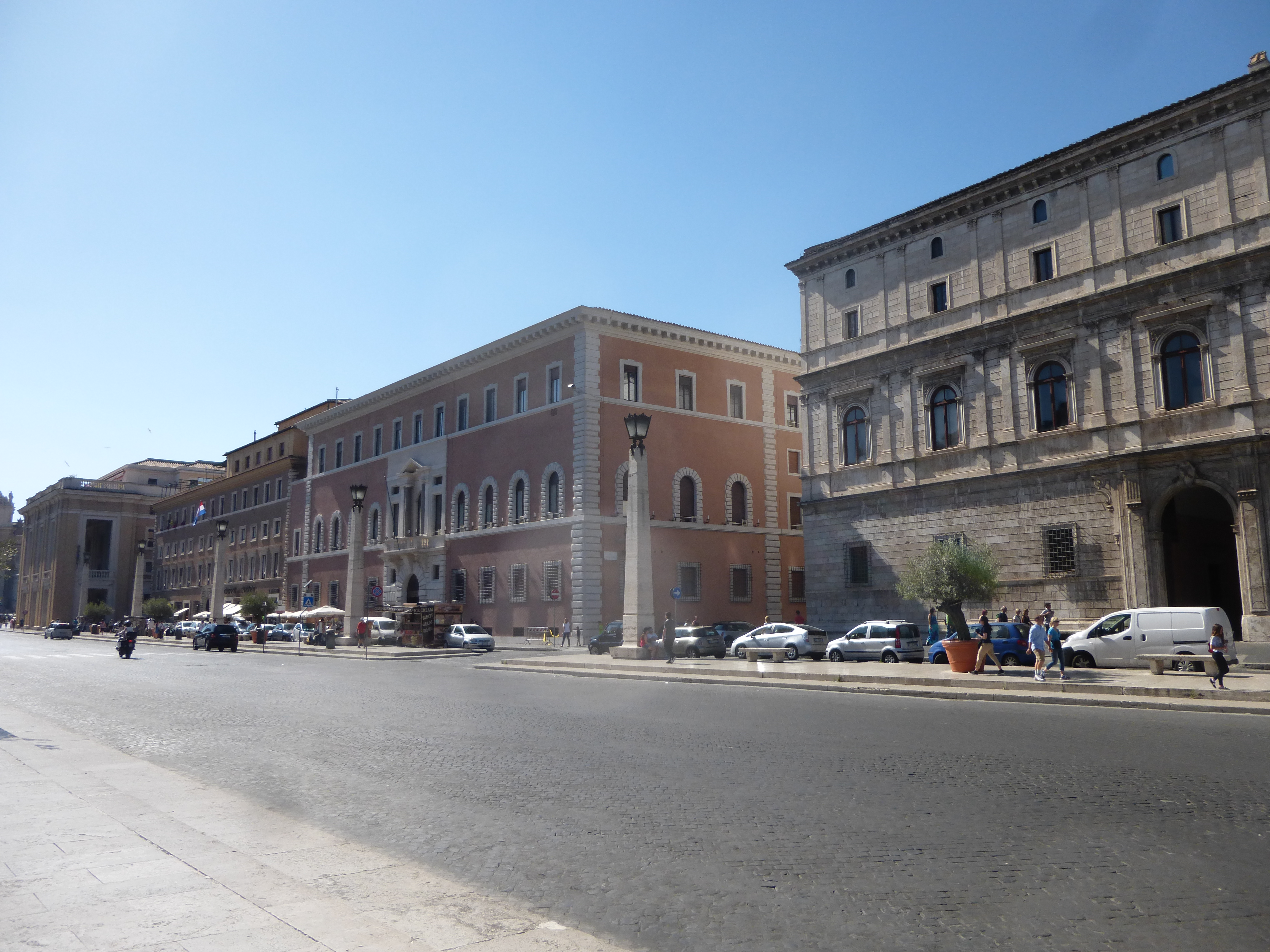
Vista da moderna Via della Conciliazione: o Palazzo dei Convertendi está no centro. À esquerda (na foto) está o Palazzo Rusticucci-Accoramboni, também reconstruído, e à direita, o Palazzo Giraud-Torlonia.

### Palazzo Caprini
O edifício original é conhecido apenas através de gravuras e desenhos feitos por contemporâneos. Segundo um desenho de Antoine Lafréry (1549), o edifício original tinha três janelas na Piazza Scossacavalli e cinco no Borgo Nuovo. Já segundo uma avaliação da década de 1930, feita antes da demolição, a fachada principal era a do Borgo Nuovo, com três janelas ao longo da Piazza Scossacavalli e duas no Borgo Nuovo. Neste caso, o desenho de Lafréry pode ser considerado uma idealização do edifício, o que não seria um caso isolado em suas obras.
O edifício tinha dois pisos, o mais baixo era rusticado, com os silhares obtidos através de um processo conhecido como "di getto", que envolvia misturar pozzolana, cal e outros materiais numa forma. O portal e as portas das lojas, encimadas por arcos que com pequenas janelas de um mezzanino, se abriam na rusticação. O piso inferior servia de pódio para o superior, em ordem dórica, marcado por colunas com um entablamento completo, com arquitrave e friso decorados com tríglifos e métopes. No espaçamento entre as colunas estavam encaixadas balaustradas. No alto do edifício havia um sótão de serviço cujas janelas se abriam no friso dórico do entablamento.

### Palazzo dei Convertendi
Desde a construção, o novo Palazzo dei Convertendi ocupava toda a lateral oeste da Piazza Scossacavalli, com seis lojas e dois portais no centro. O da esquerda dava acesso a uma pequena igreja dedicada a São Filipe Néri construída no século XVII pela família Spínola, de apenas um altar apenas, chamada San Filippo Neri in Borgo. Além do piso térreo, havia mais outros três, cada um com oito janelas; as do piso nobre com molduras centralizadas e rusticadas.
A fachada do Borgo Nuovo tinha um piso térreo com cinco lojas, interrompido por um portal rusticado encimado por uma janela paladiana. Sobre ela estava uma varanda, atribuída a Carlo Fontana ou a Baldassarre Peruzzi, também rusticada e com uma outra janela paladiana acima. Estava varanda era considerada pelos romanos como a mais elegante da cidade. Os pisos superiores tinham quinze janelas retangulares. O estilo maneirista do exterior era devido às suas janelas centralizadas emolduradas por silhares alternadamente longos e curtos, às paredes engessadas brancas contrastando com os portais rusticados e à varanda na fachada do Borgo Nuovo, também rusticada.
No final do século XIX, restos de uma decoração em sgraffito branco e preto foram descobertos na fachada e uma sala de estar com um teto em caixotões no canto nordeste do primeiro piso foi identificada como sendo a sala na qual Rafael pintou suas últimas obras, incluindo a "Transfiguração". Na época, uma inscrição em mármore comemorando o fato de Rafael ter sido proprietário do palácio e também a sua morte no local estava afixada na fachada.

### Palácio atual (reconstruído)

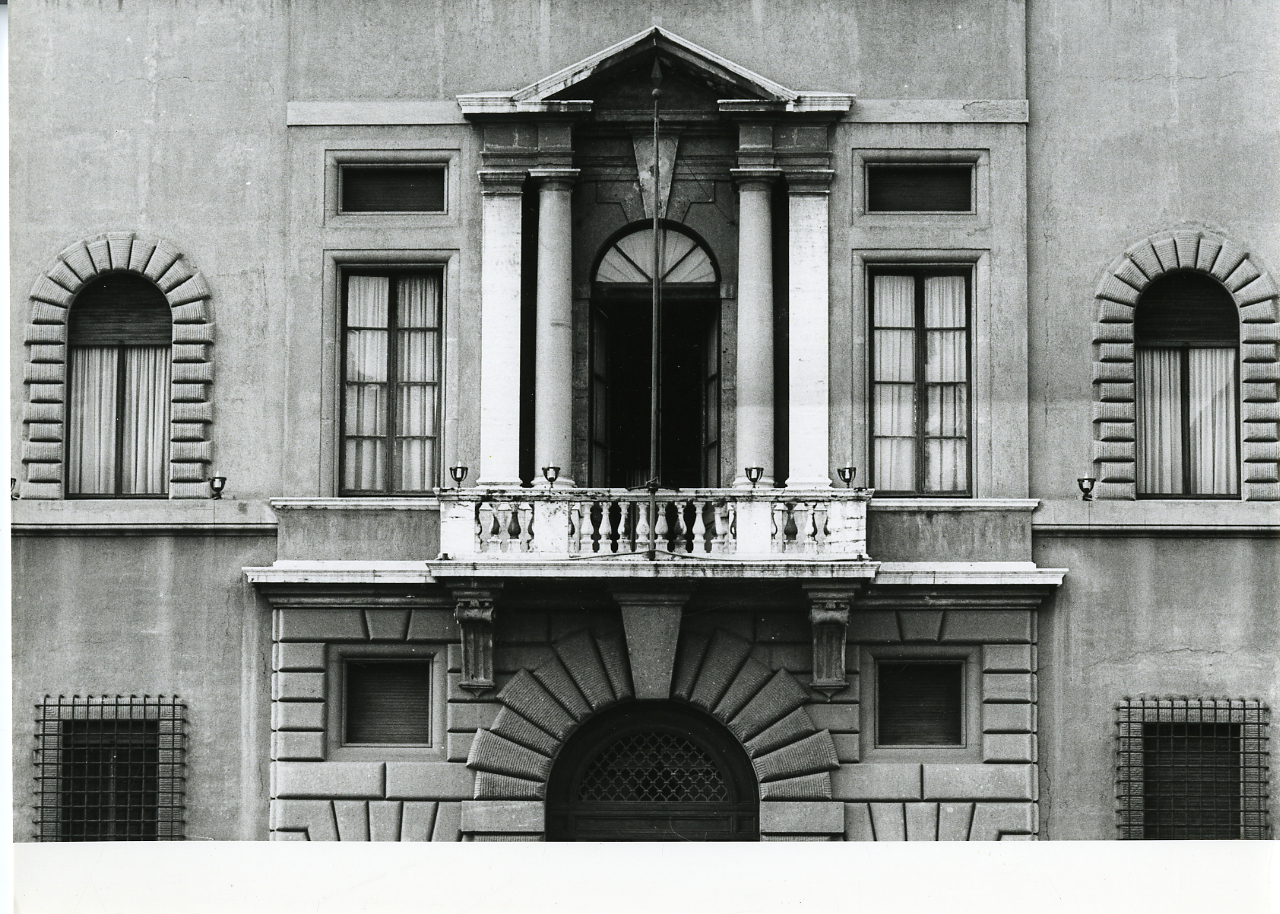
Foto de Paolo Monti, 1979

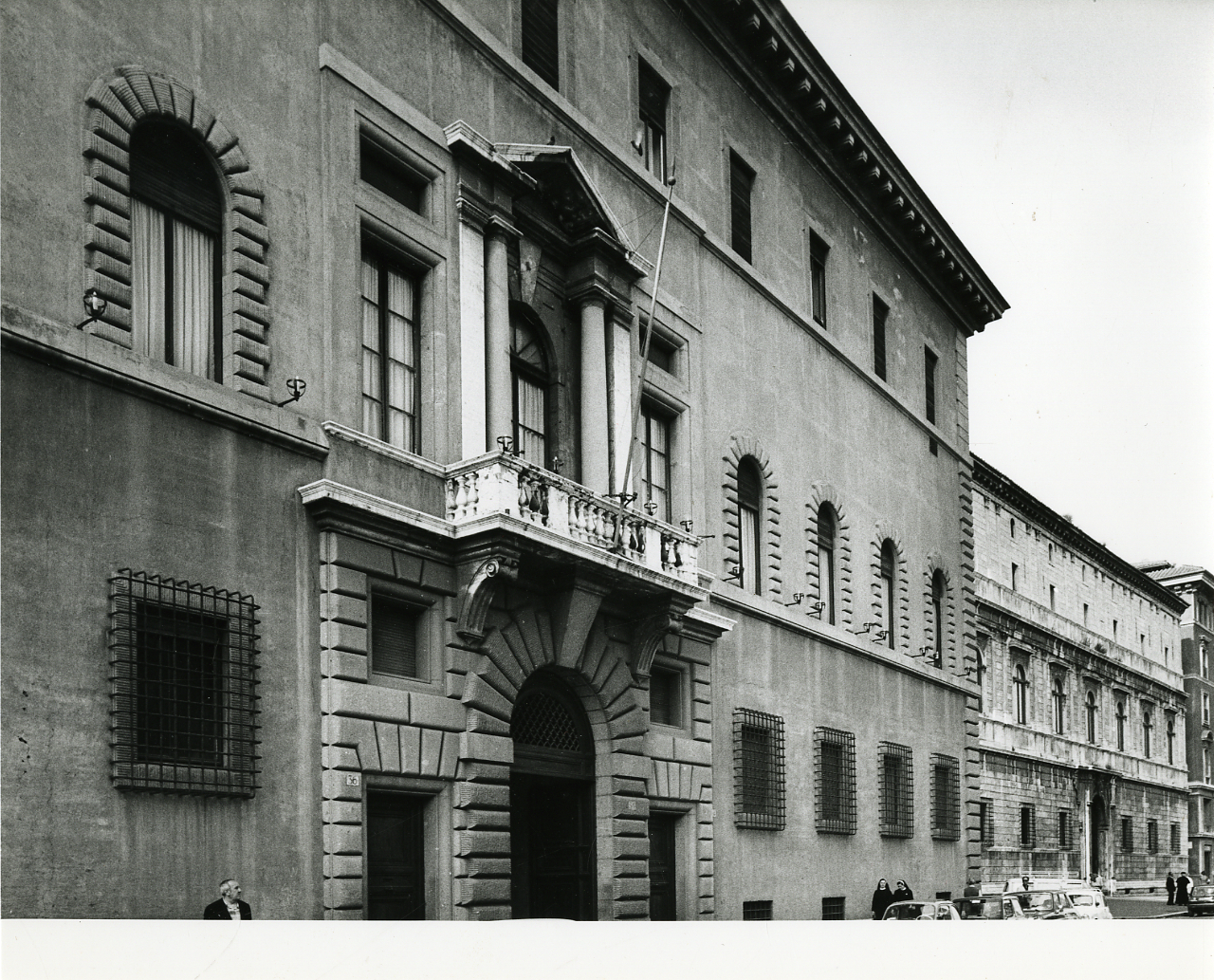
Foto de Paolo Monti, 1979

O edifício que existe atualmente na Via della Conciliazione conta com dois pisos com um portal rusticado encimado pela varanda de Peruzzi. O interior recebe luz a partir de duas janelas quadradas no piso térreo, janelas centralizadas e rusticadas no piso nobre e janelas retangulares no segundo piso. No alto do teto se sobressai uma cornija. Os elementos arquitetônicos das janelas, do portal e da varanda foram desmontados do palácio original e remontados no novo.
No pórtico, a já mencionada inscrição foi afixada na parede juntamente com um brasão do papa Alexandre VI e uma outra inscrição latina onde se lê "HEIC / RAPHAEL SANCTIVS / E MORTALI VITA DECESSIT / DIE VI MENSIS APR. / ANNO REP. SALVTIS MDXX ("Aqui morreu Rafael Sanzio em 6 de abril de 1520").
O palácio conta ainda com um jardim com arcos assentados em pilares dóricos rusticados sustentando abóbadas esféricas. No primeiro andar está abrigada uma mostra com cerca de 120 pinturas religiosas russas, quase todas da pintora russa Leonida Brailowsky (1872–1937). Além disto, o novo palácio abriga vários afrescos do edifício original, entre eles um grupo de lunetas atribuídas à escola de Il Pomarancio, cinco paisagens na chamada "Recepção dos Patriarcas" (ou "dos Papas"), no primeiro andar, e duas cenas de batalha no salão de audiências.